# Ferula hindukushensis
Ferula hindukushensis är en flockblommig växtart som beskrevs av Siro Kitamura. Ferula hindukushensis ingår i släktet stinkflokesläktet, och familjen flockblommiga växter. Inga underarter finns listade i Catalogue of Life.